# Jean Jusseraud
Jean Francisque Jusseraud est un homme politique français né le 15 février 1797 à Riom (Puy-de-Dôme) et décédé le 14 septembre 1863 à Vensat (Puy-de-Dôme).

## Biographie
Médecin, agronome, président du comice agricole de l'arrondissement de Riom, maire de Chatusas[Quoi ?], il est conseiller général de 1830 à 1835, s'opposant à la Monarchie de Juillet. Il est député du Puy-de-Dôme de 1848 à 1851, siégeant à droite.

## Sources
- « Jean Jusseraud », dans Adolphe Robert et Gaston Cougny, Dictionnaire des parlementaires français, Edgar Bourloton, 1889-1891 [détail de l’édition]